# Bokser van de Quirinaal

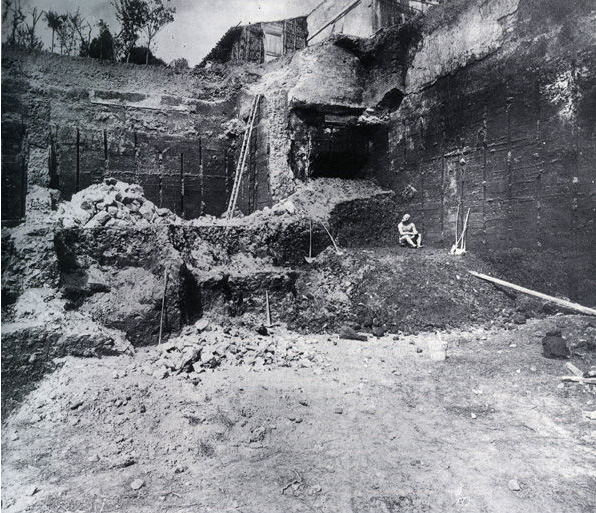
Vondstplaats (1885)

De Bokser van de Quirinaal, ook Zittende of Rustende bokser genaamd, is een hellenistisch brons van een antieke vuistkamper. Het anonieme werk, opgesteld in het Museo Nazionale Romano in Rome, is in 1885 opgegraven en wordt variërend gedateerd van de 4e tot de 1e eeuw v.Chr. Het beeld is 128 cm hoog en zit op een gereconstrueerde sokkel.

## Geschiedenis
In maart 1885 werd het beeld bovengehaald aan de zuidkant van de Quirinaalheuvel, waar het klooster van San Silvestro al Quirinale plaats moest ruimen voor het Teatro Drammatico Nazionale. In de bouwput werden twee bronzen beelden gevonden: de bokser en de zogenaamde Thermenheerser. Van beide beelden wordt verondersteld dat ze afkomstig waren uit de nabijgelegen Thermen van Constantijn, gebouwd in het jaar 315. De bokser werd aangetroffen op een Dorisch kapiteel in gezeefde aarde. Blijkbaar was hij bewust en omzichtig begraven. Er is gespeculeerd dat dit zou gebeurd zijn om het beeld te beschermen tegen de vroege christenen of tegen de plunderaars van 410, maar ook een constructiegerelateerde depositie behoort tot de mogelijkheden.
Tot 1982 behoorde het beeld tot het selecte kransje dat te zien was in de Rotunda van de Thermen van Diocletianus. Na een restauratie, afgerond in 1987, werd het vanaf 2005 opgesteld in het Museo Nazionale Romano in het vernieuwde Palazzo Massimo alle Terme.

## Beschrijving
Het beeld is gemaakt met de verlorenwasmethode en bestaat uit acht onderdelen, die zorgvuldig aan elkaar zijn gelast. De naden zijn met het blote oog haast niet te zien. Het getuigt van een virtuoos realisme en naturalisme, typisch voor de hellenistische periode. De naakte atleet zit uitgeput neer, voorovergebogen en met gespreide benen. Hij bloedt aan het gezicht en heeft de boksriemen nog aan. Het is niet duidelijk of hij de voorbije kamp heeft gewonnen of verloren, maar toegetakeld is hij. De neus is gebroken en hij ademt door zijn mond. Toch suggereren de gespannen spieren dat hij zich klaar houdt voor het volgende gevecht. Zijn sterk gedraaide hoofd kijkt misschien naar de volgende tegenstander.
Antieke vuistvechters sloegen naar het hoofd, en dat is ook de plaats waar de wonden van de bokser zich bevinden. Op zijn lichaam is alleen afgedrupt bloed te zien, terwijl zijn gelaat ook sneden vertoont. Oorspronkelijk waren deze ingelegd met een roodachtige koperlegering, zoals gebruikt voor de lippen, tepels en riemen. De zwelling onder het rechteroog is dan weer vervaardigd uit een donkerder materiaal met meer tin. De ogen en tanden die het beeld oorspronkelijk moet hebben gehad, zijn niet bewaard. De ingevallen lippen suggereren dat de tanden inwaarts stonden of uitgeslagen waren. Hij draagt himantes die bestaan uit harde boksringen, met riemen van ossenleer aan de voorarmen gebonden, waarrond ook een stuk bont is gewikkeld om het zweet af te vegen. Het geslacht van de bokser is geïnfibuleerd, dus de voorhuid is samengeknoopt.
Het werk is gemaakt om uit verschillende gezichtspunten te worden bekeken, maar niet elk aspect is even realistisch. De ruggengraat loopt niet door het midden en ook het hoofd is in een anatomisch onmogelijke positie gedraaid ten opzichte van de wervelkolom.
Sleetplekken aan de vingers en tenen wijzen erop dat het beeld frequent werd aangeraakt. Het is bekend dat aan standbeelden van atleten helende krachten werden toegeschreven. 

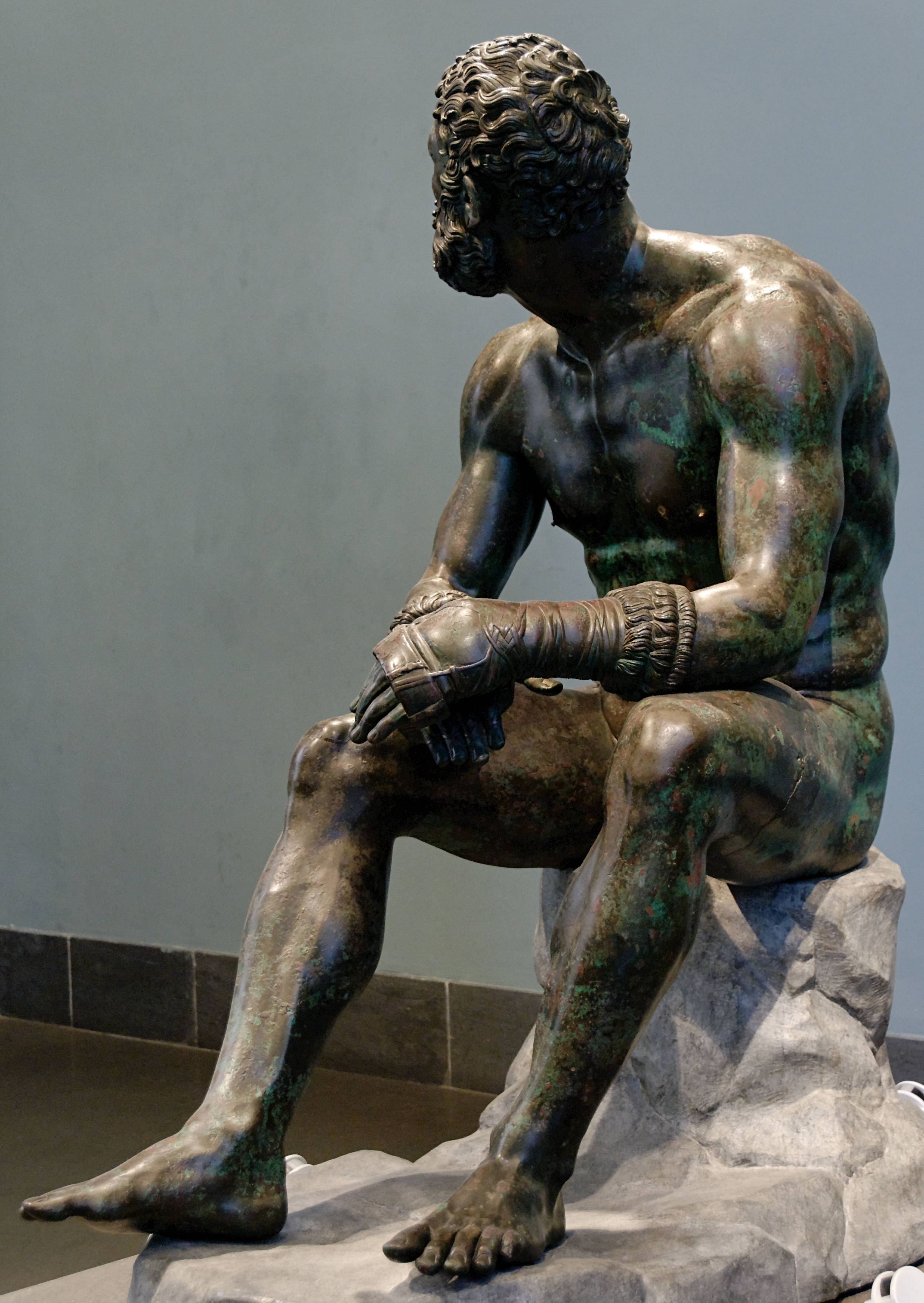
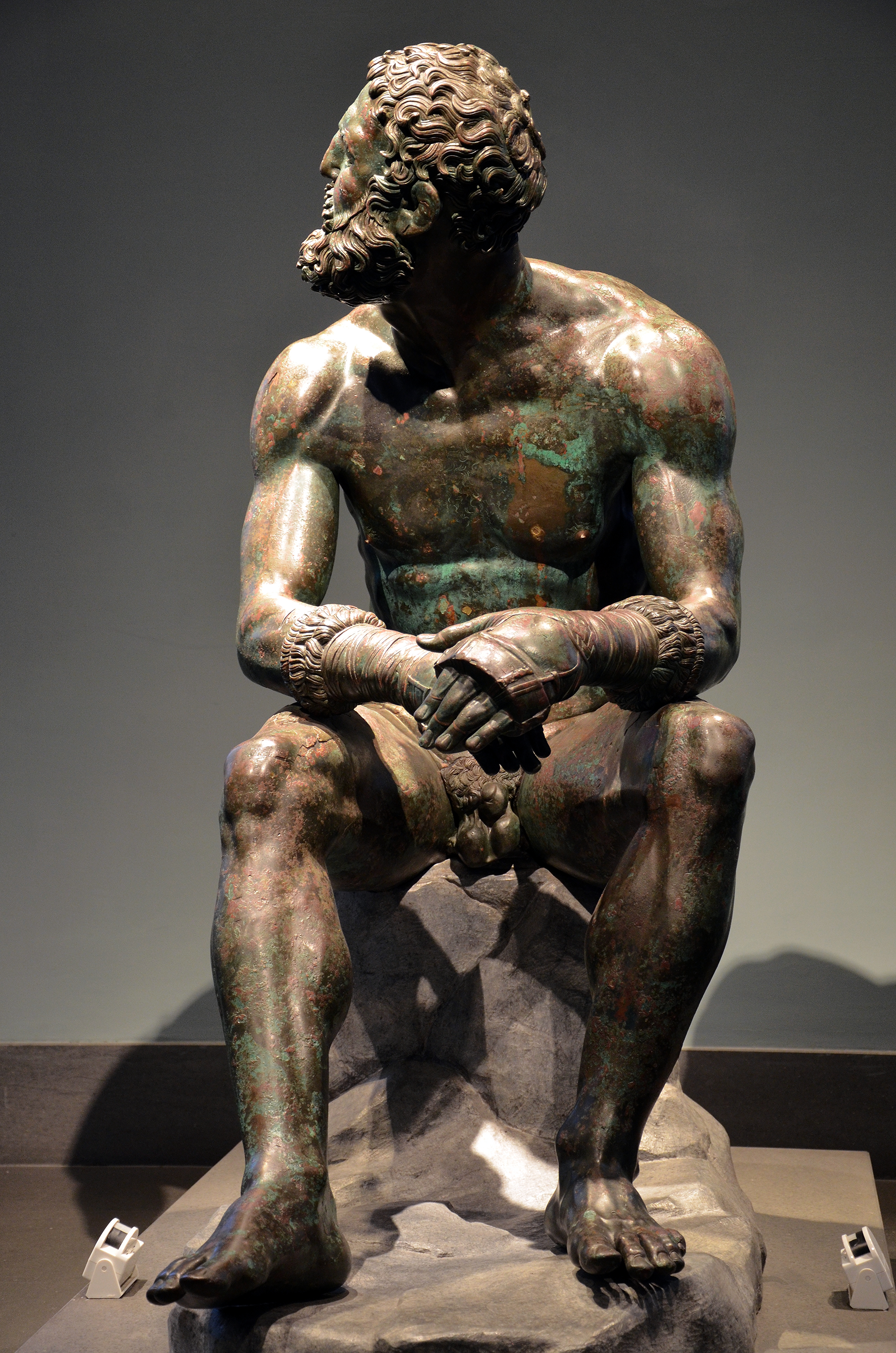
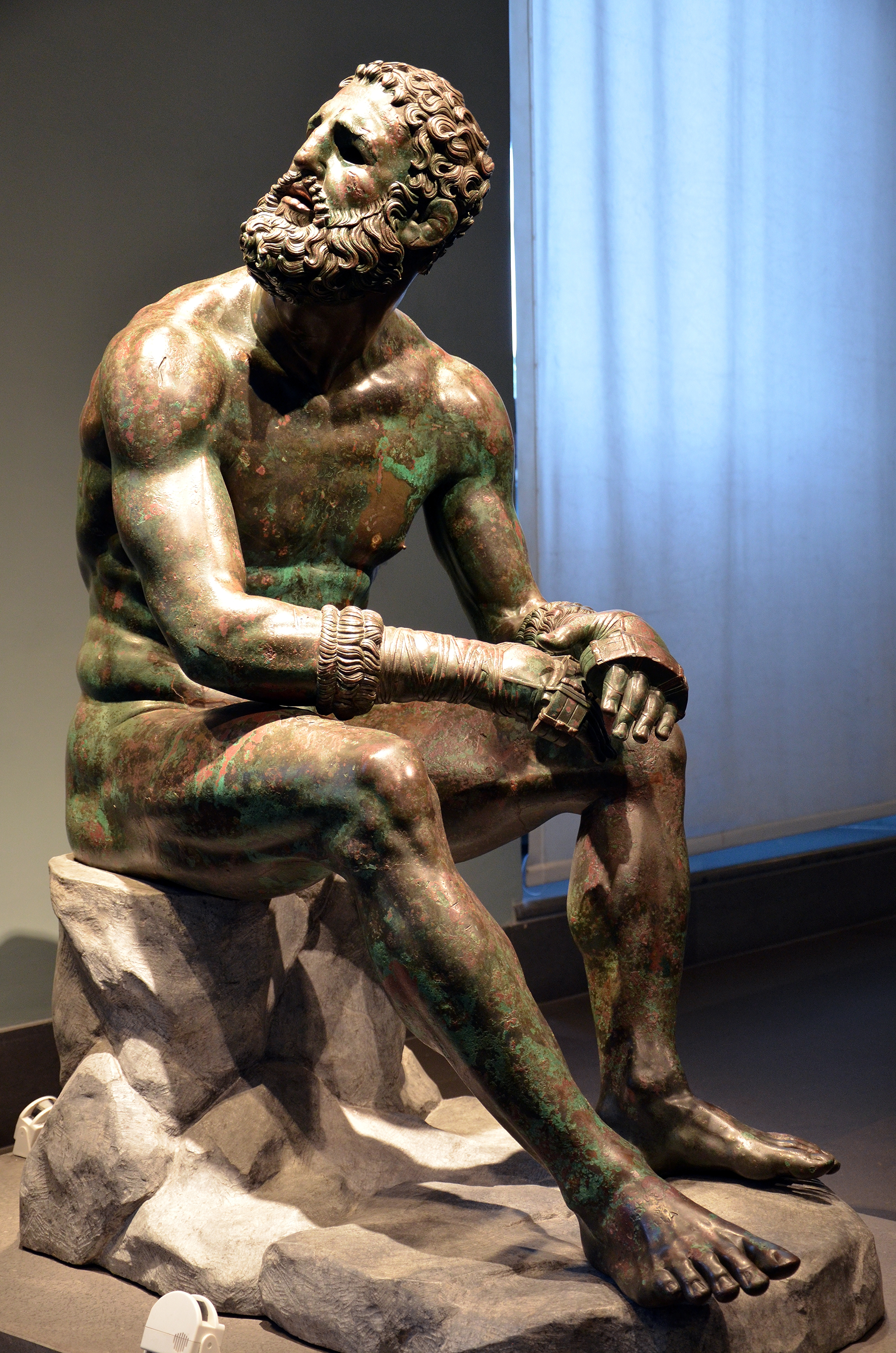
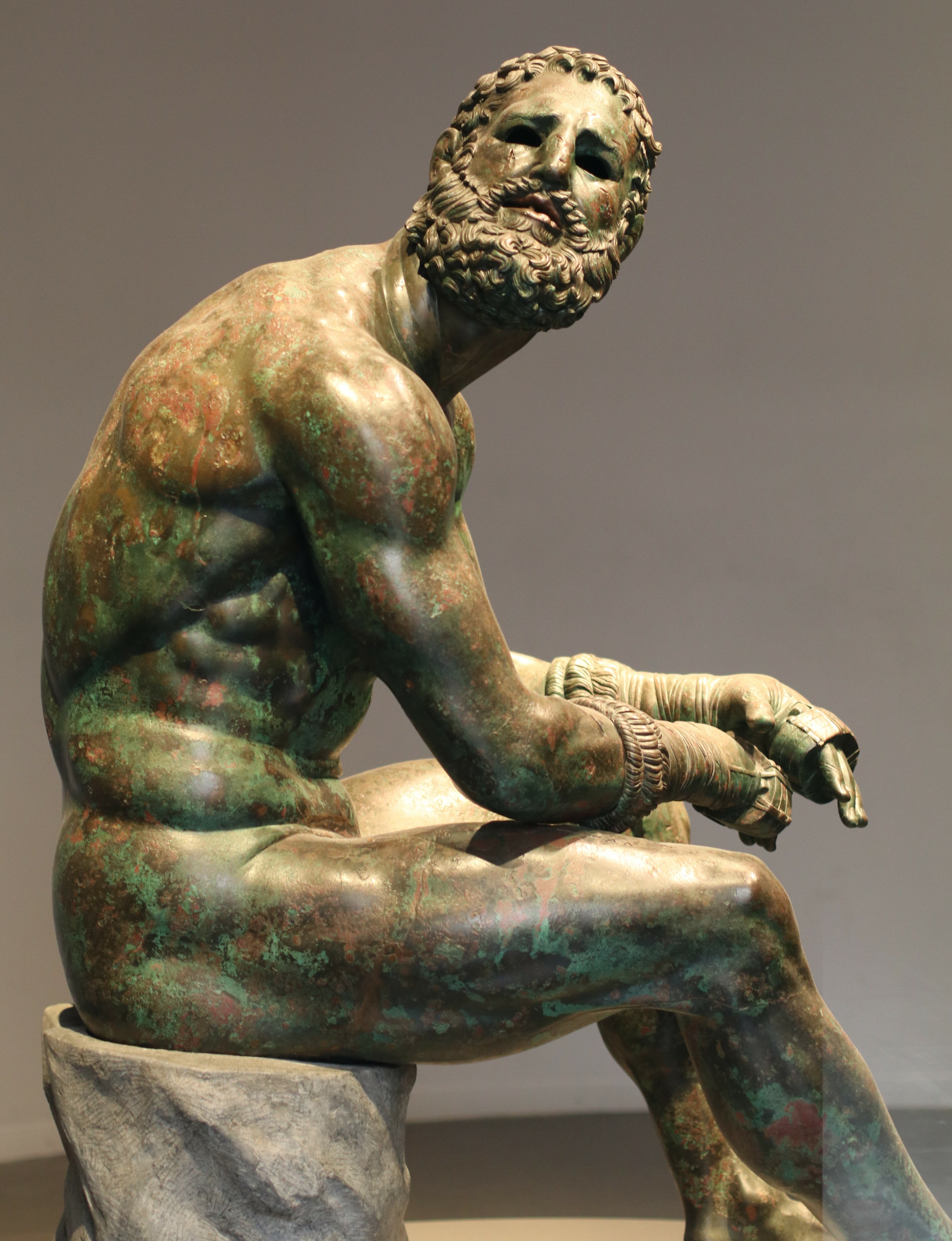

## Interpretatie
De auteur is onbekend en ook de datering is onzeker. Veel hellenistische werken zijn moeilijk in een bepaalde eeuw te plaatsen. Aanhangers van een datering in de vroege 4e eeuw v.Chr. zien stilistische overeenkomsten met het werk toegeschreven aan Lysippos. Anderen zien meer gelijkenissen met de Belvedere Torso uit het midden van de 1e eeuw v.Chr. In dat geval zou het eerder gaan om een Romeinse kopie dan om een Grieks origineel. Voorts wordt gedebatteerd over de vraag of het gaat om een portret of type, en of het een op zichzelf staand beeld betrof dan wel een deel van een groep.